# IC 825
IC 825 је спирална галаксија у сазвјежђу Дјевица која се налази на листи објеката дубоког неба у Индекс каталогу.
Деклинација објекта је - 5° 21' 47" а ректасцензија 12h 50m 19,1s. Привидна величина (магнитуда) објекта IC 825 износи 14,7 а фотографска магнитуда 15,5.